# Williams Bay (Wisconsin)
Williams Bay es una villa ubicada en el condado de Walworth en el estado estadounidense de Wisconsin. En el Censo de 2010 tenía una población de 2.564 habitantes y una densidad poblacional de 353,94 personas por km².

## Geografía
Williams Bay se encuentra ubicada en las coordenadas 42°34′44″N 88°32′44″O / 42.57889, -88.54556. Según la Oficina del Censo de los Estados Unidos, Williams Bay tiene una superficie total de 7.24 km², de la cual 7.24 km² corresponden a tierra firme y (0%) 0 km² es agua.

## Demografía
Según el censo de 2010, había 2.564 personas residiendo en Williams Bay. La densidad de población era de 353,94 hab./km². De los 2.564 habitantes, Williams Bay estaba compuesto por el 94.31% blancos, el 0.62% eran afroamericanos, el 0.27% eran amerindios, el 0.78% eran asiáticos, el 0.12% eran isleños del Pacífico, el 3% eran de otras razas y el 0.9% pertenecían a dos o más razas. Del total de la población el 6.51% eran hispanos o latinos de cualquier raza.